# The Hound of the Baskervilles (pel·lícula de 1939)
|  | Aquest article tracta sobre una de les adaptacions cinematogràfiques. Si cerqueu la novel·la original, vegeu «El gos dels Baskerville». |

 The Hound of the Baskervilles és una pel·lícula estatunidenca dirigida per Sidney Lanfield, estrenada el 1939. És la més famosa adaptació cinematogràfica del llibre, i és sovint considerada com una de les millors, tot i que molt inexacta.
La pel·lícula destaca Basil Rathbone en el paper de Sherlock Holmes, Nigel Bruce en el del Doctor Watson, i Richard Greene en el de Henry Baskerville. L'estudi aparentment no sospitava de l'èxit del film i no imaginava que Rathbone i Bruce farien després nombroses pel·lícules on encarnarien Holmes i Watson, i per això el cap de cartell va ser Richard Greene que encarnava el personatge romàntic de la pel·lícula. Pel que fa a Rathbone, surt als crèdits en un segon paper. Wendy Barrie que interpretava Beryl Stapleton, la dona de la qual Greene s'enamora, era el tercer paper, mentre que Nigel Bruce, el doctor Watson de la pel·lícula, era el quart paper. A totes les altres pel·lícules de Sherlock Holmes, Rathbone i Bruce han estat als crèdits el primer i segon paper respectivament.
El Gos dels Baskerville marca el començament d'una saga de catorze pel·lícules de Sherlock Holmes amb Rathbone i Bruce com el duo de detectius.

## Argument
Sherlock Holmes amb el fidel doctor Watson, és convidat pel doctor Mortimer, amic dels Baskerville, per protegir el jove Sir Henry, nebot del difunt Sir Charles. Òbviament, la justícia triomfa i es troba que el gos assassí, resultat d'una antiga llegenda, és en realitat un gos normal cobert de fòsfor, per semblar un espectre.

## Repartiment
- Basil Rathbone: Sherlock Holmes
- Nigel Bruce: Doctor Watson
- Richard Greene: Sir Henry Baskerville
- Wendy Barrie: Beryl Stapleton
- Lionel Atwill: Dr. James Mortimer
- John Carradine: Barryman
- Barlowe Borland: M. Frankland
- Beryl Mercer: Jenifer Mortimer
- Morton Lowry: John Stapleton
- Eily Malyon: Sra. Barryman
- E.E. Clive: John Clayton, taxista
- Ralph Forbes: Sir Hugo Baskerville
- Lionel Pape: El Coronel
- Nigel De Brulier: El Presoner
- Mary Gordon: Mrs Hudson
- Ian Maclaren: Sir Charles Baskerville